# Filippa Lagerbäck

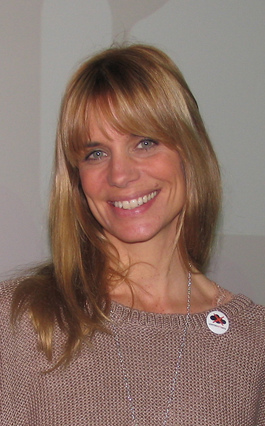
Filippa Lagerbäck.

Marika Filippa Lagerbäck, född 21 september 1973 i Oscars församling i Stockholm, är en svensk programledare och fotomodell. Hon blev känd som programledare för en säsong av TV-programmet Farmen år 2004.
Lagerbäck var under 2010 programledare för Drömmen om Italien i TV4.

## TV
- Superboll (Canale 5, 1998-1999)
- Candid Camera (Italia 1, 2000)
- Strano ma vero (Italia 1, 2000)
- Controvento (Italia 1, 2001)
- Circo Massimo (Rai 3, från 2002 till 2010)
- Festival internazionale del Circo di Monte Carlo (Rai 3, 2004 - 2005)
- Che tempo che fa (Rai 3, från 2005 till 2013)
- That's Italia (La7d och La7, från 2012)
- Festival di Sanremo (Rai 1 2013)

## Filmografi
- Silenzio si nasce (1996), regisserad av Giovanni Veronesi

## Böcker
- 2013: Io pedalo e tu?, La Feltrinelli Libri e Musica, Milano.